# Kevin Ware
Kevin Douglas Ware jr. (New York, 3 gennaio 1993) è un cestista statunitense naturalizzato giordano.

## Statistiche

### College
| Anno       | Squadra              | PG  | PT | MP   | TC%  | 3P%  | TL%  | RP  | AP  | PRP | SP  | PP   |
| ---------- | -------------------- | --- | -- | ---- | ---- | ---- | ---- | --- | --- | --- | --- | ---- |
| 2011-2012  | Louisville Cardinals | 20  | 0  | 5,3  | 29,6 | 0,0  | 33,3 | 0,7 | 0,5 | 0,4 | 0,2 | 1,0  |
| 2012-2013† | Louisville Cardinals | 37  | 2  | 16,6 | 44,7 | 40,5 | 66,7 | 1,8 | 0,8 | 1,1 | 0,1 | 4,5  |
| 2013-2014  | Louisville Cardinals | 9   | 0  | 5,9  | 37,5 | 0,0  | 50,0 | 0,6 | 0,3 | 0,3 | 0,1 | 1,7  |
| 2014-2015  | GSU Panthers         | 35  | 16 | 28,6 | 43,8 | 29,2 | 70,7 | 3,1 | 2,4 | 1,7 | 0,3 | 7,6  |
| 2015-2016  | GSU Panthers         | 30  | 30 | 35,5 | 42,1 | 35,5 | 78,9 | 3,7 | 3,1 | 1,2 | 0,5 | 11,6 |
| Carriera   | Carriera             | 131 | 48 | 21,7 | 42,6 | 33,1 | 71,5 | 2,3 | 1,7 | 1,1 | 0,3 | 6,2  |

## Palmarès
- Campionato NCAA: 1

Louisville Cardinals: 2013